# Neferkamin II
Neferkamin II of Neferkamin A(a)nu was een farao van de 8e dynastie van de Egyptische oudheid. Zijn naam betekent Schitterend is de Ka van Min.

## Biografie
Van deze koning is zeer weinig bekend. Zijn naam komt voor in de Koningslijst van Abydos en op de Turijnse koningslijst.